# Libre (Taxi)
Libre, pubblicato nel 2005, è il primo album dei Taxi, band nata dalle ceneri dei Melon Diesel.

## Tracce
1. En mi coche – 3:28
2. Jamás me fui – 2:58
3. Detén el tiempo – 3:47
4. Más cerca – 3:31
5. Tu oportunidad – 3:48
6. En pie – 3:20
7. Un rincón sin fe – 4:43
8. No hay nada – 4:05
9. Vamos – 3:29
10. Culpable – 4:27
11. Cuanto rock puedes soportar – 4:19
12. Ya sabréis quién soy – 3:13
13. Da igual – 4:54